# Anne Gadegaard
Anne Gadegaard (Aarhus, 7 november 1991) is een Deense zangeres.

## Biografie
Gadegaard werd bekend door haar overwinning tijdens de MGP Junior 2003  voor het Junior Eurovisiesongfestival in 2003. Aldus mocht ze met het nummer Arabiens drøm Denemarken vertegenwoordigen op het Junior Eurovisiesongfestival 2003, dat gehouden zou worden in haar thuisland, in hoofdstad Kopenhagen. In Kopenhagen eindigde Gadegaard op de vijfde plaats, met 93 punten. Denemarken kreeg het maximum van twaalf punten van Spanje en Zweden.
Na haar deelname aan het Junior Eurovisiesongfestival bleef Gadegaard actief. In 2007 toerde ze doorheen Italië, een jaar later nam ze een single op met Nicolai Kielstrup, die Denemarken vertegenwoordigde op het Junior Eurovisiesongfestival 2005 in Hasselt, België.
In 2015 nam ze deel aan Dansk Melodi Grand Prix. Haar liedje Suitcase kreeg de meeste stemmen bij het publiek thuis, maar omdat de jury The way you are van Anti Social Media verkoos boven haar liedje, eindigde ze op een tweede plek. 
2003: Anne Gadegaard · 
2004: Cool Kids · 
2005: Nicolai Kielstrup